# LOST&FOUND
『LOST&FOUND』（ロスト・アンド・ファウンド）は、JUN SKY WALKER(S)11作目のオリジナル・アルバム。2012年4月25日に発売元のIVY Recordsからリリースされた。

## 概要
キャッチフレーズは『ジュンスカ、ロック極める。』。
再結成後初となるオリジナル・アルバムで、リリースは前作『EXIT』より、実におよそ16年ぶりとなった。
寺岡曰く、本作のテーマは『ロックバンドは最高!』。
公式サイトには、アルバムの特設サイトが開設された。
寺岡による本作のセルフライナーノーツ、Mr.Childrenの桜井和寿、タレントの千秋など、JUN SKY WALKER(S)と縁のある有名人による推薦文などが掲載された。
編曲家に鈴木Daichi秀行を迎えており、#2,9,10で共同編曲を行っている。
作詞・作曲のクレジットは#8以外、全て「J(S)W」で統一されている。
本作は通常盤CDとDVD付初回限定盤の2形態で発売。DVDには『LOST&FOUND』レコーディング模様、『NO FUTURE』ミュージック・ビデオを収録。
ブックレット巻末にファンへのメッセージが掲載されている。

## 収録曲
| 全作詞・作曲: JUN SKY WALKER(S)（※特記以外）。 |                                          |                                |                                |                                    |      |
| #                                              | タイトル                                 | 作詞                           | 作曲・編曲                     | 編曲                               | 時間 |
| 1.                                             | 「ロックの資格〜Rock' n Roll License〜」 | JUN SKY WALKER(S)（※特記以外） | JUN SKY WALKER(S)（※特記以外） | JUN SKY WALKER(S)                  | 4:31 |
| 2.                                             | 「LOST&FOUND」                           | JUN SKY WALKER(S)（※特記以外） | JUN SKY WALKER(S)（※特記以外） | 鈴木Daichi秀行 & JUN SKY WALKER(S) | 5:27 |
| 3.                                             | 「ラットレース〜出世狂騒曲〜」           | JUN SKY WALKER(S)（※特記以外） | JUN SKY WALKER(S)（※特記以外） | JUN SKY WALKER(S)                  | 4:40 |
| 4.                                             | 「WAGON」                                | JUN SKY WALKER(S)（※特記以外） | JUN SKY WALKER(S)（※特記以外） | JUN SKY WALKER(S)                  | 4:38 |
| 5.                                             | 「NO FUTURE」                            | JUN SKY WALKER(S)（※特記以外） | JUN SKY WALKER(S)（※特記以外） | JUN SKY WALKER(S)                  | 4:38 |
| 6.                                             | 「ロックフェス」                         | JUN SKY WALKER(S)（※特記以外） | JUN SKY WALKER(S)（※特記以外） | JUN SKY WALKER(S)                  | 3:54 |
| 7.                                             | 「依存 BABY」                            | JUN SKY WALKER(S)（※特記以外） | JUN SKY WALKER(S)（※特記以外） | JUN SKY WALKER(S)                  | 4:35 |
| 8.                                             | 「青春 (Album Mix)」(※作曲: 寺岡呼人)    | JUN SKY WALKER(S)（※特記以外） | JUN SKY WALKER(S)（※特記以外） | JUN SKY WALKER(S)                  | 4:53 |
| 9.                                             | 「タイムカプセル」                       | JUN SKY WALKER(S)（※特記以外） | JUN SKY WALKER(S)（※特記以外） | 鈴木Daichi秀行 & JUN SKY WALKER(S) | 6:29 |
| 10.                                            | 「シンフォニー」                         | JUN SKY WALKER(S)（※特記以外） | JUN SKY WALKER(S)（※特記以外） | 鈴木Daichi秀行 & JUN SKY WALKER(S) | 6:22 |
| 11.                                            | 「ロックンロール☆ミュージック」          | JUN SKY WALKER(S)（※特記以外） | JUN SKY WALKER(S)（※特記以外） | JUN SKY WALKER(S)                  | 4:48 |
| 合計時間:                                      | 合計時間:                                | 合計時間:                      | 54:55                          |                                    |      |

| #  | タイトル                     | 作詞 | 作曲・編曲 |
| -- | ---------------------------- | ---- | ---------- |
| 1. | 「making of ’’LOST&FOUND’’」 |      |            |
| 2. | 「NO FUTURE」(Music Video)   |      |            |

## 楽曲解説
1. ロックの資格〜Rock' n Roll License〜
寺岡曰く、「ロックの心で生きよう」という、ポジティブなジュンスカのロック解放宣言ソング。
学生時代にジュンスカのテープを初めて聴いた時の衝撃やサウンドを、この『ロックの資格』で再現したかったと語っている[1]。
2. LOST&FOUND
アレンジは、ジュンスカがスタジアムでやっているイメージで行われたとのこと。寺岡は森のギターサウンドについて、「スタジアムクラスの許容力があると改めて思った。」と述べている[1]。
3. ラットレース〜出世狂騒曲〜
ライブのイントロでは、「ジュンタ」と叫ぶのが恒例となっている。これは、メンバーでAC/DCのライブを観に行き、イントロの所で「ここは“アンガス!（AC/DCのギタリスト）”の代わりに“ジュンタ!”になったらいいね」と話していたことがきっかけであったとのこと[1]。また、サビ直前の台詞は、小林が担当している。
4. WAGON
2008年の再結成時のツアーで、メンバー4人だけで回っていたことがモチーフとなっている[1]。
5. NO FUTURE
寺岡曰く、ネガティブなタイトル名だけど、思いっきりポジティブな内容。アルバム中、いわゆる「ジュンスカっぽい」唯一の曲[1]。
Music Videoが製作され、本作の初回盤DVDにも収録された。
6. ロックフェス
寺岡曰く、「ピストルズ的なビートな曲」。レコーディングでも、1曲目に行われたとの事。また、小林は、この曲が一番好きだと述べている[1]。
7. 依存 BABY
寺岡曰く、アメリカンポップスをパンクバンドがやったら、、、。というイメージ。[1]。
8. 青春 (Album Mix)
12作目のシングルで、再結成後、初のシングルでもある。再録されており、2008年バージョンを敢えて聴かずに行ったと述べている[1]。
9. タイムカプセル
寺岡曰く、ラブソングにみえて、そうじゃない風にもとれるバラード。完全復活のジュンスカも、ロックとバラードの両方が進化している事を出したい。と述べている。また、歌入れはこのアルバムでは一番時間が掛かったとのこと[1]。
10. シンフォニー
TSUTAYAレンタル限定シングル。寺岡は当初、デモの段階でまだジュンスカとしての、馴染み感があまりなかったため、アルバム候補から外れるかなと思っていたが、宮田は「この曲が一番いい」と言い続けており、その言葉に後押しされるように、“ジュンスカに馴染む”方向性を探って完成させたと述べている。また、宮田が「これシングルにしよう」と言っていた[1]。
11. ロックンロール☆ミュージック
2008年の20周年終了後、森と寺岡だけでギターとベースでセッションを行い、その膨大なセッションの中から、切り出して作り上げられた[1]。

## 参加ミュージシャン
- 宮田和弥 - ボーカル
- 森純太 - ギター
- 寺岡呼人 - ベース
- 小林雅之 - ドラム
- 磯貝サイモン - キーボード（#1,2,4,5,7,9,11）
- 鈴木Daichi秀行 - other instruments（#2,9,10）